# 小泉町停留場
小泉町停留場（日语：／ Koizumichō teiryūjō */?）是位於富山縣富山市小泉町，屬於富山地方鐵道富山軌道線本線的停留場，車站編號為C04。

## 車站結構
本站為相對式2面2線的地面車站。

## 車站周邊
- 富山小泉郵局
- 富山市立堀川小学校（日语：富山市立堀川小学校）
- 城南公園
  - 富山市科學博物館（日语：富山市科学博物館）
- 富山縣道3号富山立山魚津線（日语：富山県道3号富山立山魚津線）

## 歷史
- 1950年（昭和25年）5月15日 - 開業[1]。

## 相鄰車站
富山地方鐵道
富山軌道線（本線）
堀川小泉（C03）－小泉町（C04）－西中野（C05）

## 脚注
1. ↑  富山地方鉄道（編）. . 富山地方鉄道. 1979: 176.

## 関連項目
- 日本鐵路車站列表

## 外部鏈接
- 富山地方鉄道株式会社